# دستکاری روان‌شناختی

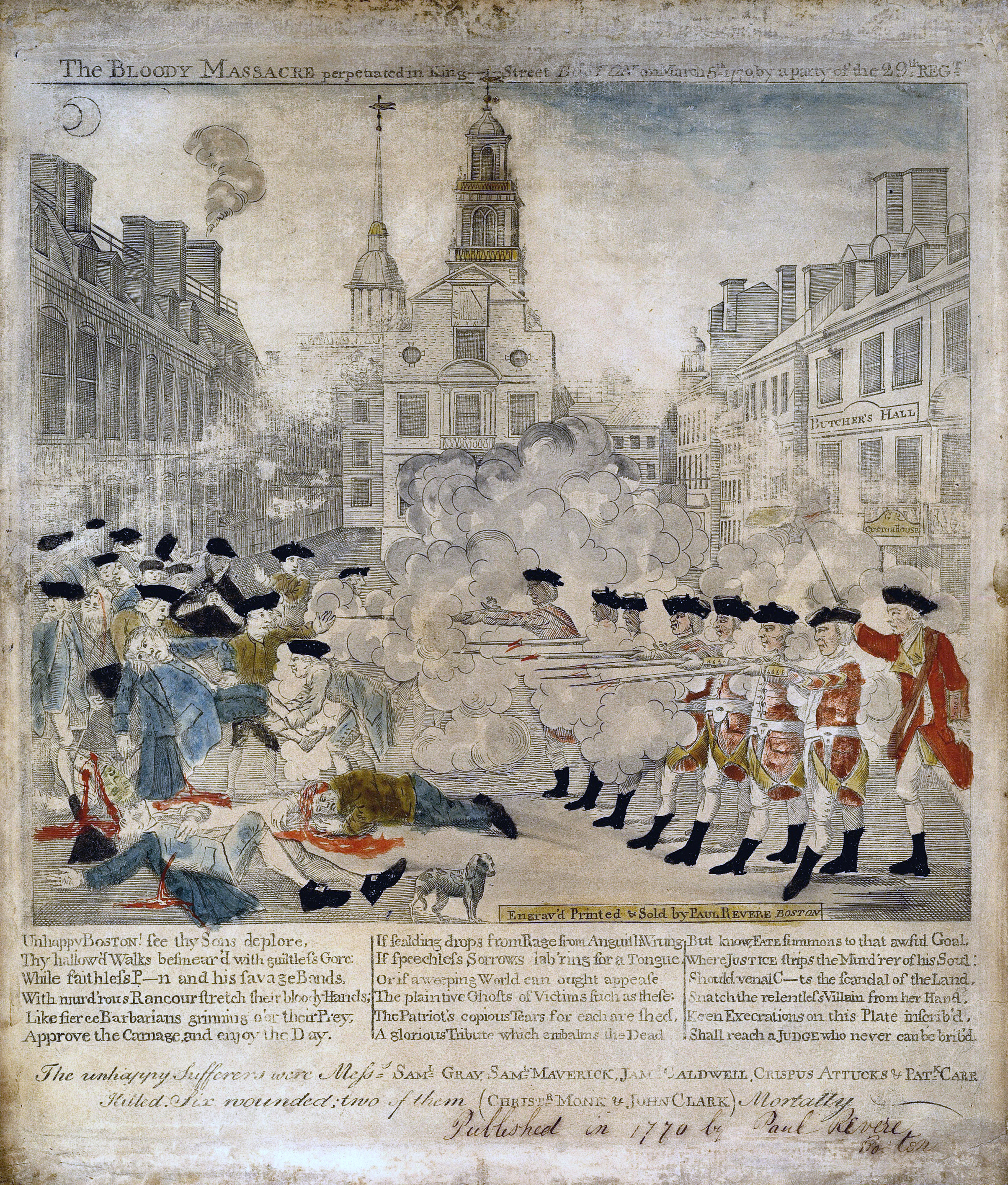
تصویری از قتل‌عام بوستون (۵ مارس ۱۷۷۰): چنین تصاویری برای تولید نارضایتی و تقویت وحدت میان استعمارگران آمریکایی علیه تاج انگلیس قبل از جنگ استقلال آمریکا استفاده شده‌است.

دستکاری روان‌شناختی (مهندسی افکار عمومی به انگلیسی: manipulation) نوعی از تأثیر اجتماعی است که هدف آن تغییر رفتار یا ادراک دیگران به‌ویژه عوام از طریق تاکتیک‌های غیرمستقیم، فریبکارانه یا ناشایست است. با پیشبرد منافع دستگیرنده، غالباً با هزینه دیگری، چنین روش‌هایی می‌تواند سوء استفاده و شیطنت تلقی شود.
تأثیر اجتماعی دستکاری روانشناختی لزوماً منفی نیست. به‌عنوان مثال، افرادی مانند دوستان، خانواده و پزشکان می‌توانند ترغیب شوند که عادات و رفتارهای ناخوشایند را تغییر دهند. تأثیر اجتماعی معمولاً در صورت احترام به حق تأثیرگذار در پذیرش یا رد آن، بی‌ضرر تلقی می‌شود و به‌طور غیرقانونی اجباری نیست. بسته به بستر و انگیزه‌ها، نفوذ اجتماعی ممکن است دستکاری نادرست باشد.
دستکاری هوشیارانه و هوشمندانه عادت‌ها و عقاید سازمان‌یافته توده‌ها یکی از عناصر مهم جامعه دموکراتیک است. آن‌ها این سازوکار نادیده جامعه را دستکاری می‌کنند. ادوارد جیمز برنایز یکی از بزرگان مهندسی افکار عمومی است.

## مرجع‌شناسی
- تبلور فکر عوام (۱۹۲۳)
- پروپاگاندا (۱۹۲۸) نوشته ادوارد جیمز برنایز
- «تولید رضایت: اقتصاد سیاسی رسانه‌های جمعی» نوشته ادوارد اس. هرمن و نوآم چامسکی